# Пустыня (Костромская область)
Пустыня — деревня в Буйском районе Костромской области. Входит в состав Центрального сельского поселения.

## География
Находится в западной части Костромской области на расстоянии приблизительно 33 км на север-северо-запад по прямой от районного центра города Буй на правобережье реки Кострома.

## История
В 1872 году здесь было учтено 19 дворов, в 1907 году — 43.

## Население
Постоянное население составляло 120 человек (1872 год), 168 (1897), 214 (1907), 19 в 2002 году (русские 100 %), 0 в 2022.